# Karlo Ponti
Karlo Fortunato Pjetro Ponti stariji (11. decembar 1912 – 10. januar 2007) bio je italijanski filmski producent sa više od 140 ostvarenih produkcija. Zajedno sa Dinom De Laurentisom, zaslužan je za oživljavanje i popularizaciju italijanske kinematografije nakon Drugog svetskog rata, produkujući neke od najpriznatijih i finansijski najuspešnijih filmova u zemlji iz 1950-ih i 1960-ih. On je bio suprug internacionalne filmske zvezde Sofije Loren.
Ponti je radio sa mnogim najznačajnijim režiserima italijanske kinematografije tog doba, uključujući Federika Felinija, Mikelanđela Antonionija i Vitorija De Siku, kao i sa mnogim međunarodnim režiserima. Pomogao je u pokretanju karijere svoje supruge, međunarodne filmske zvezde Sofije Loren. On je osvojio Oskara za najbolji film na stranom jeziku za Ulicu (1954) i bio je nominovan za najbolji film za produkciju Doktora Živaga (1965). Godine 1996, nagrađen je kao Viteškim velikim krstom u vidu Ordena zasluga Republike Italije.

## Karijera
Ponti je rođen u Mađenti u Lombardiji, gde je njegov deda bio gradonačelnik. Ponti je studirao pravo na Univerzitetu u Milanu. Pridružio se očevoj advokatskoj firmi u Milanu i uključio se u filmski posao putem pregovaranja ugovora. Ponti je pokušao da osnuje filmsku industriju u Milanu 1940. godine i produkovao je Mario Soldatijev film Piccolo Mondo Antico tamo, u kome je u glavnoj ulozi bila Alida Vali, što je bila njena prva zapažena uloga. Film se bavio borbom Italije protiv Austrijanaca za uključivanje severoistočne Italije u Kraljevinu Italiju tokom procesa ujedinjenja. Film je bio uspešan, jer je bilo lako videti „Austrijance kao Nemce” tokom Drugog svetskog rata. Kao rezultat toga, nakratko je bio uhapšen zbog podrivanja odnosa sa nacističkom Nemačkom.
Ponti je prihvatio ponudu Laks filma Rikarda Đualinoa u Rimu 1941. godine, gde je produkovao seriju komercijalno uspešnih filmova sa komičarem Totom. Godine 1954, on je postigao najveći umetnički uspeh sa produkcijom filma La strada Federika Felinija. Međutim, Felini je negirao Potijevu ulogu u svom uspehu i izjavio da je „La Strada napravljena uprkos Pontiju i De Laurentisu”. Ponti je produkovao Boccaccio '70 1962. godine, Marriage Italian Style 1964. godine, i juče, Yesterday, Today and Tomorrow 1965. godine. On je produkovao svoj najpopularniji i finansijski najuspešniji film Doctor Zhivago, 1965 godine; koji je režirao Dejvid Lin. Potom je produkovao tri zapažena filma s Mikelanđelom Antonionijem, Blowup 1966. godine, Zabriskie Point 1970. godine i The Passenger 1974. godine.

## Lični život

### Brakovi
Godine 1946, on se oženio Đulijanom Fijastri sa kojom je dobio ćerku Guendalinu, 1951. i sina Aleksa 1953. godine. Dok je bio sudija na takmičenju lepote 1951. godine, Ponti je upoznao maloletnu glumicu po imenu Sofija Lazaro (pravo ime Sofija Vilani Šikolone). Kasnije ju je zaposlio u filmovima kao što je Anna (1951). Godine 1952, njegov prijatelj Gofredo Lombardo, šef proizvodnje u Titanusu, promenio je njeno ime u Sofija Loren.
Pet godina kasnije, Ponti se razveo u Meksiku od svoje prve žene i oženio Sofiju Loren preko posrednika. U Italiji je i dalje bio zabranjen razvod, a obavešten je da će, u slučaju da se tamo vrati, biti optužen za bigamiju, a Loren za „konkubinat”.
Ponti je koprodukovao nekoliko filmova u Holivudu sa Loren u glavnoj ulozi, čime je stekla slavu. Godine 1960, on i Loren su se vratili u Italiju i kada su pozvani na sud, negirali su da su u braku. Godine 1962. brak im je poništen, nakon čega je Ponti dogovorio sa svojom prvom suprugom Đulijanom da se njih troje presele u Francusku (koja je u to vreme dozvoljavala razvod) i postanu francuski državljani. Đulijana Ponti se 1965. razvela od svog muža, dozvoljavajući Pontiju da se oženi Loren 1966. godine na građanskom venčanju u Sevru. Oni su kasnije postali francuski državljani nakon što je njihovu molbu odobrio tadašnji francuski predsednik Žorž Pompidu.
Ponti i Loren su imali dva sina:
- Karlo Ponti mlađi (rođen 29. decembra 1968.)
- Edoardo Ponti (rođen 6. januara 1973.)

Njihove snahe su Saša Aleksandar i Andrea Mesaroš. Imaju četvoro unučadi.
Loren je ostala u braku sa Pontijem do njegove smrti 10. januara 2007. od plućnih komplikacija.

## Umetnička zbirka
Ponti je posedovao dela, između ostalih, Pikasa, Žorža Braka, Renoara, Renea Magrita (uključujući njegov Lumière du pole iz 1927), Salvadora Dalija, Henrija Mura (uključujući njegovu Figure iz 1933), Barbare Hepvort, Đorđa de Kirika i Kanaleta. Njegova kolekcija bila je poznata po tome što sadrži deset dela Frensisa Bejkona. To uključuje primere iz njegovih ranih Van Gogovih serija, triptihe, autoportrete i slike pape, koje su retko objavljivane ili pozajmljivane na javnim izložbama. Godine 1977, italijanska vlada je zaplenila Bejkonove slike, tada procenjene na 6,7 miliona dolara, i predala ih Pinakoteci Brera u Milanu; trideset tri skice Džordža Grosa otišle su u muzej u Kazerti. Kada je Ponti postigao dogovor sa italijanskom vladom i bio oslobođen optužbi protiv njega 1990. godine, vratio je u posed 230 zaplenjenih slika. Smatra se da je kolekcija bila podeljena između Pontija i Loren.
Tokom godina, nekoliko dela je privatno prodato . Godine 2006, dve Bejkonove slike koje su se ranije nalazile u Pontijevoj kolekciji bile su izložene na izložbi u galeriji Gagosijan u Londonu. Jedna, vertikalna kompozicija od četiri autoportreta, već je prodata američkom kolekcionaru Stivenu A. Koenu. Godine 2007, još jedna Bejkonova slika pape, koju je Ponti prodao 1991. godine, prodata je privatnom pogodbom koju je posredovala galerija Akvavela u Njujorku za više od 15 miliona funti. Iste godine, Studiju za portret II (1956) Loren je poslala u Kristis; prodata je na aukciji za rekordnu cenu od 14,2 miliona funti (27,5 miliona dolara).

## Smrt
Ponti je preminuo u Ženevi, u Švajcarskoj, od plućnih komplikacija 10. januara 2007. godine. Iza njega su ostala ćerka Gendalina (r. 1951), i sin Alesandro (r. 1953) iz prvog braka; i od strane njegove druge žene, Sofije Loren, njihovi sinovi Karlo (r. 1968) i Edoardo Ponti (r. 1973).
Njegovo telo počiva u porodičnoj grobnici u Magenti u Lombardiji.

## Filmografija
- (1940)
- (1943)
- (1946)
- (1947)
- (1948)
- (1949)
- (1950)
- (1950)
- (1950)
- (1950)
- (1951)
- (1951)
- (1952)
- (1952)
- (1952)
- (1953)
- (1953)
- (1954)
- (1954)
- (1954)
- (1954)
- (1954)
- (1954)
- (1954)
- (1955)
- (1956)
- (1956)
- (1957)
- (1958)
- (1959)
- (1960)
- (1960)
- (1960)
- (1961)
- (1961)
- (1961)
- (1962)
- (1962)
- (1962)
- (1962)
- (1962)
- (1963)
- (1963)
- (1963)
- (1963)
- (1963)
- (1964)
- (1965)
- (1965)
- (1965)
- (1965)
- (1965, uncredited)
- (1966)
- (1967, uncredited)
- (1967, uncredited)
- (1967)
- (1968)
- (1968)
- (1970)
- (1971)
- (1972)
- (1973)
- (1973)
- (1973)
- (1973)
- (1974)
- (1974)
- (1975)
- (1975)
- (1976)
- (1976)
- (1977)

## Spoljašnje veze
- Carlo Ponti на веб-сајту  (језик: енглески)